# Chikage Awashima
Chikage Awashima (淡島 千景?, Awashima Chikage; Tokyo, 24 febbraio 1924 – Tokyo, 16 febbraio 2012) è stata un'attrice giapponese.

## Biografia
Nata come Keiko Nakagawa, debuttò nel film Tenya wanya del 1950; già l'anno successivo arriva la consacrazione a livello nazionale con Yasujirō Ozu, che l'ha diretta in Il tempo del raccolto del grano. Nel corso della carriera, durata 60 anni, ha lavorato in produzioni di alto livello e con importanti registi interpretando in totale quasi 100 pellicole, vincendo inoltre nel 1955 il Blue Ribbon Awards come miglior attrice. Nel 1956 le è stato assegnato il Kikuchi Kan Prize.

## Filmografia parziale
- 1950 - Tenya wanya
- 1951 - Il tempo del raccolto del grano
- 1951 - Nami
- 1953 - Nigorie
- 1956 - Inizio di primavera
- 1956 - Zangiku monogatari
- 1958 - Chūshingura
- 1958 - Iwashigumo
- 1968 - Ô-oku emaki
- 1968 - Kigeki ekimae kazan
- 1976 - Kigeki hyakkuten manten
- 1983 - Kono ko wo nokoshite
- 1994 - Natsu no niwa
- 2005 - Daiteiden no yoru ni
- 2006 - Imo tako nankin